# Xyela curva
Xyela curva (лат.) — вид перепончатокрылых насекомых рода Xyela из семейства пилильщиков Xyelidae. 

## Распространение
Западная и южная Европа. 

## Описание
Мелкие пилильщики, длина около 5 мм; длина передних крыльев самок 4,7—5,2 мм (у самцов 4,0—4,6 мм). Голова жёлтая с чёрными отметинами. Кормовые растения для ложногусениц: сосны Pinus (Сосна чёрная, Pinus nigra). Вид был впервые описан в 1938 году британским энтомологом Робертом Бенсоном (1904—1967; British Museum Natural History, Лондон, Великобритания).